# تية
تية: إحدى مراكز محافظة محايل. تقع في شرق المحافظة على مسافة 40 كيلاً، ويقطنها 1158 نسمة.

## التسمية
تَيَّة -بفتح التاء وتشديد الياء المثناة التحتية فهاء - من التيه وهو الضلال، وهي عندهم القفرة التي لا علامةَ فيها يُهتدى بها.

## وادي تية
تية: واد في منطقة عسير في غربي المملكة العربية السعودية. وهو أكبر روافد وادي حلي طولاً، وعلى ضفافة تقوم مدينة محايل. ذكره الهمداني المتوفى سنة 334 هـ تقريباً.

## بعض أقول المؤرخين
- قال الهمداني: «والذي يلي تيَّة من غوائر الحجر، مرَّة واد ينصب إلى الكفيرة وحلي»[2] وفي موضع قال: «عسير يمانية تنزّرت، ودخلت في عنز فأوطان عسير إلى رأس تيّة وهي عقبة من أشراف تهامة.»[3]
- وجاء في المملكة العربية السعودية، خريطة جيولوجية: «تية واد في عسير، ينحدر من موضع يبعد بضعة أميال شمال غرب أبها، ويصل إلى البحر تحت اسم الكفيرة في حوض حلي. والقرى الرئيسية في هذا الوادي، هي: طبب، العيدة، ومحايل. وعند محايل يلتقي وادي تية بوادي الأحسبة الذي يرفده من ضفته اليسرى.»
- قال هاشم النعمي: «يلي وادي حلي من الشمال وادي تية، ويقع على رأسه عقبة شعار وقلعتها، ومآتيه من قمم جبال عسير السراة منحدراً إلى تهامة حتى يصبّ في أعلى وادي حلي. ثم يلي وادي تية من الشمال وادي مرة، ومآتيه من قمم جبال بللسمر وبللحمر، ويمتد منحدرا إلى تهامة حتى يصب في وادي حلي.»[4]